# 兩相好 (1962年電影)
《兩相好》，是一部在1962年上映的台灣電影，由自立電影公司所出品，李行導演所執導，魏平澳、戽斗、穆虹、楊月帆等人主演。

## 劇情簡介
外省籍的中醫師陳奚亭育有兩子增宏、增良，以及小女兒小俐。陳家從中國大陸遷居來台灣，並在本省籍的西醫師黃習明的診所隔壁開業。
而黃習明除了育有兩子武雄、小龍、女兒美智以外，還有一個童養媳的阿菊。這兩家，一個本省、一個外省，語言根本不通，再加上中、西醫的技術不同，雖然表面上相處得融洽，但彼此間還是有著許多嫌隙。 
起初，大家也都禮尚往來、相安無事，然而就在這兩家的年輕人彼此看對了眼，衝突也因此而引爆。
最後，在黃、陳家的喜宴上一片和樂融融，陳奚亭、黃習明也划起了酒拳，更一同比出「兩相好」的手勢，象徵著本省、外省一家親。

## 演出表
| 演 員  | 角 色    | 備 註                                  |
| 魏平澳 | 陳奚亭   | 外省籍中醫師，開設「國醫陳奚亭診所」。 |
| 穆虹   | 陳王愛娥 | 陳奚亭的妻子                           |
| 及福生 | 陳增宏   | 陳家的長子                             |
| 金石   | 陳增良   | 陳家的次子                             |
| 羅宛琳 | 小俐     | 陳家的小女兒                           |
| 戽斗   | 黃習明   | 本省籍西醫師，開設「黃外科醫院」。     |
| 楊月帆 | 黃李玉英 | 黃習明的妻子                           |
| 陳揚   | 黃武雄   | 黃家的長子                             |
| 小龍   | 黃小龍   | 黃家的次子                             |
| 許玉   | 黃美智   | 黃家的小女兒                           |
| 王滿嬌 | 阿菊     | 黃家的童養媳                           |
| 熊雪妮 | 梁佩雲   | 陳家表妹                               |